# 車路士足球會與阿仙奴足球會的競爭
新倫敦打吡指的是阿仙奴和車路士的倫敦同城打吡戰，現多被稱為「倫敦打吡」。
阿森纳在這場競爭歷史中總共贏得了84場比賽，而切爾西則贏得了66場，平局61場（截至2025年3月16日）。阿森纳的最高勝利是在2024年4月23日於酋長球場進行的英超聯賽中以5–0戰勝切爾西，而切爾西的最高勝利則是在2014年3月22日於斯坦福橋進行的英超聯賽中以6–0戰勝阿森纳。迪迪埃·德羅巴在所有比賽中打入13球，成為這場德比賽的最高進球者。
這兩支球隊共參加了五場主要決賽，包括2002年英格蘭足總杯決賽，阿森纳以2–0獲勝；2007年英格蘭聯賽杯決賽，切爾西以2–1獲勝；2017年英格蘭足總杯決賽，阿森纳以2–1獲勝；2019年歐霸盃決賽，切爾西以4–1獲勝；以及2020年英格蘭足總杯決賽，阿森纳以2–1獲勝。

## 背景
當大家只看重其他打吡（例如北倫敦打吡）時，這兩家倫敦領頭球隊已在1930年代的球迷已開始對立。而近期阿仙奴和車路士打吡戰更成為當今最重要打吡戰之一，自車路士在千禧年的冒起，兩支球隊已在英格蘭球壇上爭鬥。據2003年12月的一項英國一個球迷人口普查發現，阿仙奴球迷第三憎恨的球隊為車路士，僅次於曼聯和熱刺。車路士球迷亦視阿仙奴為他們主要對手，在之前他們亦視熱刺和富咸為其主要對手。

## 歷史
1907年11月9日，兩軍首次於聯賽碰頭，在車路士的主場史丹福橋球場作賽。這場是英格蘭頂級聯賽兩隊第一次交手，雖然最終為和局，但吸引了65,000人入場觀戰。1950年代兩軍曾兩次於足總盃四強交手，最後皆為阿仙奴所勝出。而最近期的兩場盃賽決賽，兩隊各勝一場，2002年足總盃決賽，阿仙奴以2:0擊敗對手，而2007年聯賽盃決賽，車路士以2:1勝出。他們亦曾於2003/04賽季歐洲聯賽冠軍盃八強戰對壘，首回合車路士主場逼和阿仙奴1:1，但次回合阿仙奴被看高一線下在高貝利球場主場以1:2爆冷落敗，車路士晉級四強。
兩隊對賽過超過一百場，阿仙奴整體來說勝出次數較多，勝81次，車路士勝66次，和局則為59次（截至2022年12月6日）
阿仙奴最大比數勝出為2024年4月24日以5:0勝對手，而車路士的最大比數勝出為6:0，於2014年的英超主場史丹福橋球場。

## 統計數字
截至2025年3月16日 
| 賽事           | 交手次數 | 阿仙奴勝 | 和局 | 車路士勝 | 阿仙奴總入球 | 車路士總入球 |
| -------------- | -------- | -------- | ---- | -------- | ------------ | ------------ |
| 英格兰超级联赛 | 66       | 27       | 19   | 20       | 94           | 86           |
| 英格蘭甲組聯賽 | 110      | 43       | 33   | 34       | 160          | 139          |
| 足總盃         | 21       | 10       | 6    | 5        | 34           | 24           |
| 聯賽盃         | 8        | 3        | 1    | 4        | 8            | 15           |
| 歐洲聯賽冠軍盃 | 2        | 0        | 1    | 1        | 2            | 3            |
| 歐霸盃         | 1        | 0        | 0    | 1        | 1            | 4            |
| 社區盾         | 3        | 1        | 1    | 1        | 3            | 3            |
| 合計           | 211      | 84       | 61   | 66       | 302          | 274          |

## 榮譽
阿仙奴和車路士各贏得不少重要賽事冠軍。
| 賽事                        | 阿仙奴 | 車路士 |
| --------------------------- | ------ | ------ |
| 甲組聯賽（頂級） / 超級聯賽 | 13     | 6      |
| 足總盃                      | 14     | 8      |
| 聯賽盃                      | 2      | 5      |
| 社區盾                      | 16     | 4      |
| 歐洲聯賽冠軍盃              | -      | 2      |
| 歐洲盃賽冠軍盃              | 1      | 2      |
| 歐洲足協盃 / 歐洲聯賽       | -      | 2      |
| 歐洲超級盃                  | -      | 2      |
| 國際城市博覽會盃            | 1      | -      |
| 世界冠軍球會盃              | -      | 1      |
| 合計                        | 47     | 32     |

## 曾效力車路士與阿仙奴的足球員
以下是曾經為阿森納和切爾西效力的球員和領隊。

### 先加盟阿森纳再轉投切爾西
- 桑迪·麥克法蘭（英语：Sandy MacFarlane） (作為球員: 阿森纳 1896–1897; 切爾西 1913–1914)
- 吉米·夏普（英语：Jimmy Sharp） (作為球員: 阿森纳 1905–1908; 切爾西 1912–1915)
- 萊斯利·奈頓（英语：Leslie Knighton） (作為經理: 阿森纳 1919–1925; 切爾西 1933–1939)
- 鮑勃·特恩布爾（英语：Bob Turnbull） (作為球員: 阿森纳 1923–1924; 切爾西 1925–1928)
- 泰德·德雷克（英语：Ted Drake） (作為球員: 阿森纳 1934–1945; 作為經理: 切爾西 1952–1961)
- 汤米·多彻蒂 (作為球員: 阿森纳 1958–1961; 切爾西 1961–1962; 作為經理: 切爾西 1961–1967)
- 艾倫·楊（英语：Allan Young） (作為球員: 阿森纳 1959–1961; 切爾西 1961–1969)
- 湯米·鮑德溫（英语：Tommy Baldwin） (作為球員: 阿森纳 1964–1966; 切爾西 1966–1974)
- 格雷厄姆·里克斯（英语：Graham Rix） (作為球員: 阿森纳 1975–1988; 切爾西 1995)
- 克萊夫·艾倫（英语：Clive Allen） (作為球員: 阿森纳 1980; 切爾西 1991–1992)
- 彼得·尼科拉斯（英语：Peter Nicholas） (作為球員: 阿森纳 1981–1983; 切爾西 1988–1991)
- 大衛·洛卡斯爾 (作為球員: 阿森纳 1984–1992; 切爾西 1994–1998)
- 埃马纽埃尔·珀蒂 (作為球員: 阿森纳 1997–2000; 切爾西 2001–2004)
- 尼古拉·阿内尔卡 (作為球員: 阿森纳 1997–1999; 切爾西 2008–2012)
- 阿什利·科爾 (作為球員: 阿森纳 1999–2006; 切爾西 2006–2014)
- 塞斯克·法布雷加斯 (作為球員: 阿森纳 2003–2011; 切爾西 2014–2019)
- 奥利弗·吉鲁 (作為球員: 阿森纳 2012–2018; 切爾西 2018–2021)
- 皮埃爾-埃默里克·奧巴梅揚 (作為球員: 阿森纳 2018–2022; 切爾西 2022–2023)

### 先加盟切爾西再轉投阿森納
- 湯米·勞頓（英语：Tommy Lawton） (作為球員: 切爾西 1945–1947; 阿仙奴 1953–1955)
- 比爾·迪克森（英语：Bill Dickson） (作為球員: 切爾西 1947–1953; 阿仙奴 1953–1956)
- 約翰·霍林斯（英语：John Hollins） (作為球員: 切爾西 1963–1975 和 1983–1984; 阿仙奴 1979–1983; 作為經理: 切爾西 1985–1988)
- 佐治·格拉咸 (作為球員: 切爾西 1964–1966; 阿仙奴 1966–1972; 作為經理: 阿仙奴 1986–1995)
- 斯圖爾特·休斯頓（英语：Stewart Houston） (作為球員: 切爾西 1967–1972; 作為臨時經理: 阿仙奴 1995 和 1996)
- 艾倫·哈德森（英语：Alan Hudson） (作為球員: 切爾西 1969–1974 和 1983–1984; 阿仙奴 1976–1978)
- 科林·佩茲（英语：Colin Pates） (作為球員: 切爾西 1979–1988; 阿仙奴 1990–1993)
- 威廉·加拉斯 (作為球員: 切爾西 2001–2006; 阿仙奴 2006–2010)
- 拉薩納·迪亞拉 (作為球員: 切爾西 2005–2007; 阿仙奴 2007–2008)
- 約西·貝納永 (作為球員: 切爾西 2010–2013; 阿仙奴 2011–2012（租借）)
- (作為球員: 切爾西 2004–2015; 阿仙奴 2015–2019)
- 大衛·雷斯 (作為球員: 切爾西 2011–2014 和 2016–2019; 阿仙奴 2019–2021)
- (作為球員: 切爾西 2013–2020; 阿仙奴 2020–2021)
- (作為球員: 切爾西 2018–2023; 阿仙奴 2023–至今)
- (作為球員: 切爾西 2020–2023; 阿仙奴 2023–至今)
- 拉謙·史達寧 (作為球員: 切爾西 2022–至今; 阿仙奴 2024–至今（租借）)

## 外部連結
- Soccerbase （页面存档备份，存于）